# Valda (Italie)
Pour les articles homonymes, voir Valda.
Valda est une ancienne commune italienne de moins de 1 000 habitants située dans la province autonome de Trente dans la région du Trentin-Haut-Adige dans le nord-est de l'Italie. Elle fusionne avec Faver, Grauno et Grumes le 1er janvier 2016 pour former Altavalle.

## Administration
| Période                                  | Période  | Identité       | Étiquette | Qualité |
| ---------------------------------------- | -------- | -------------- | --------- | ------- |
| 9 mai 2005                               | En cours | Paolo Fedrizzi |           |         |
| Les données manquantes sont à compléter. |          |                |           |         |

### Communes limitrophes
Salorno, Grumes, Faver, Segonzano